# 梅耶塔 (新澤西州)
梅耶塔（英語：Mayetta）是位於美國新澤西州海洋縣的非建制地區。

## 歷史
梅耶塔的郵局於1890年設立，其後於1954年停運。

## 地理
梅耶塔所處的海拔為高於海平面8米（即26英呎），而該地所採用的時區為UTC-5，即北美东部时区（EST）。同時該地設有夏令時間，為UTC-5調快一小時，即UTC-4（EDT）。